# Poproč (district de Rimavská Sobota)
Poproč (hongrois : Gömörhegyvég) est un village de Slovaquie situé dans la région de Banská Bystrica.

## Histoire
La première mention écrite du village date de 1413.

## Démographie

### Évolution de la population
| Année:               | 1994. | 2004.    | 2014. | 2024.   |
| -------------------- | ----- | -------- | ----- | ------- |
| Nombre de personnes: | 36    | 24       | 24    | 23      |
| Différence:          |       | -33,33 % | +0 %  | -4,16 % |

| Année:               | 2023. | 2024.   |
| -------------------- | ----- | ------- |
| Nombre de personnes: | 22    | 23      |
| Différence:          |       | +4,54 % |